# Номерні знаки Португалії
Код Португалії для міжнародного руху ТЗ — (Р).

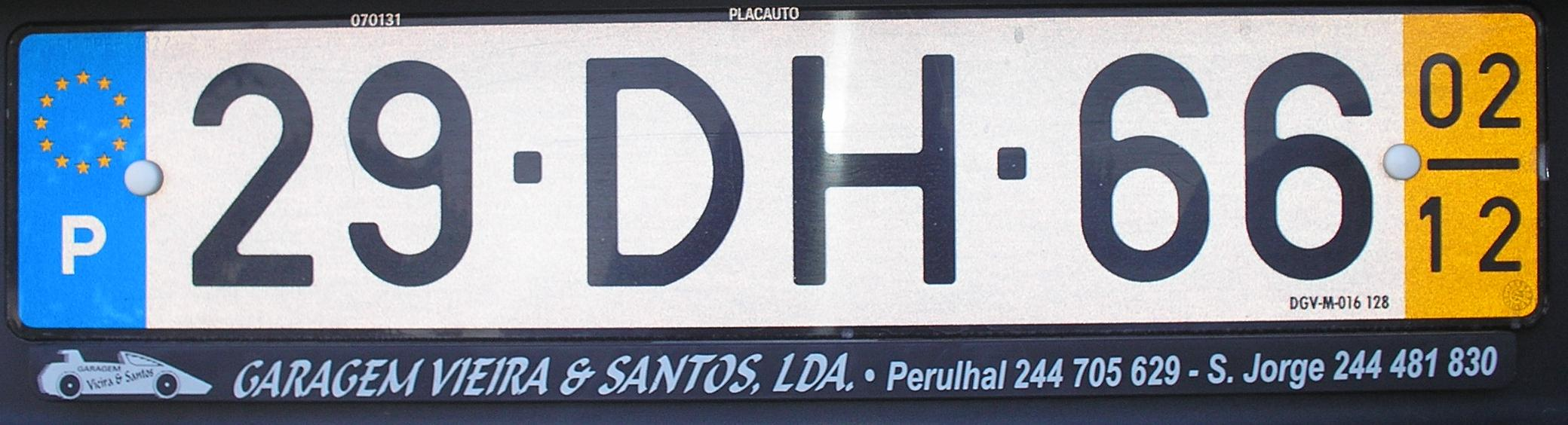
Однорядковий регулярний НЗ формату 2005 р.

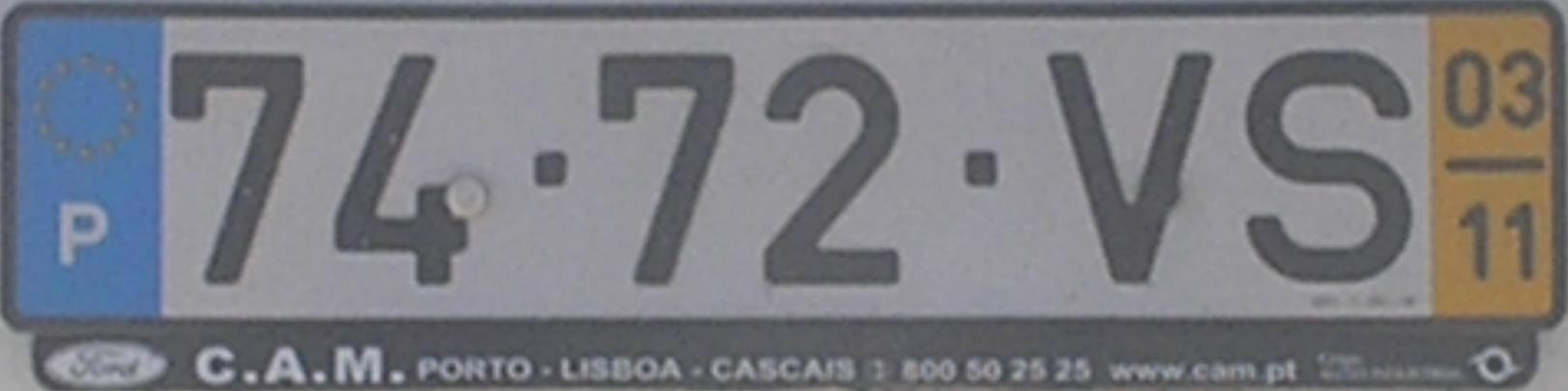
Однорядковий регулярний НЗ формату 1992 р. з жовтим полем зразку 2005 р.

## Регулярні номерні знаки

### Номерні знаки автомобілів ТЗ
Чинні номерні знаки Португалії побудовано за принципом, що порівнюється з нідерландським. Чинний формат 12-АВ-34 не має регіонального кодування. В період 1992–2005 рр. видавалися номерні знаки формату 12-34-АВ, без регіонального кодування. З 1937 до 1992 року видавалися номерні знаки формату АВ-12-34, що мали регіональне кодування за ознакою літер.
Португальські номерні знаки вказаних форматів почали видаватися раніше за нідерландські, тому некоректно проводити аналогію включно до зміни формату португальських номерних знаків у 1992 році.
До 1992 року номерні знаки мали чорні пластини та білий шрифт знаків. Ця графічна схема збереглася для військового транспорту (формат МХ-12-34). З 1992 року пластини отримали біле тло, чорний шрифт та блакитну стрічку з кодом (Р) та зірками Євросоюзу. З 2005 року в правому боці пластин розташовують жовте поле з датою первинної реєстрації ТЗ (11/12 означає грудень 2011року).

### Номерні знаки мотоциклів та техніки з об'ємом двигуна до 50 см³
Номерні знаки мотоциклів з 2006 року мають формат 12-АВ-34 без регіонального кодування. Вони дворядкові і мають біле тло та чорний шрифт.
Номерні знаки мопедів з 2006 року мають формат 12-АВ-34 без регіонального кодування. Вони дворядкові і мають жовте тло та чорний шрифт.
Номерні знаки чотириколісних ТЗ з об'ємом двигуна до 50 куб.см, мають форму автомобільних номерних знаків з жовтим тлом та чорним шрифтом.
До 2006 року вказані категорії ТЗ мали дворядкові номерні знаки формату 1-АВС / 23-45, де АВС — код муніципалітету.

### Номерні знаки причепів

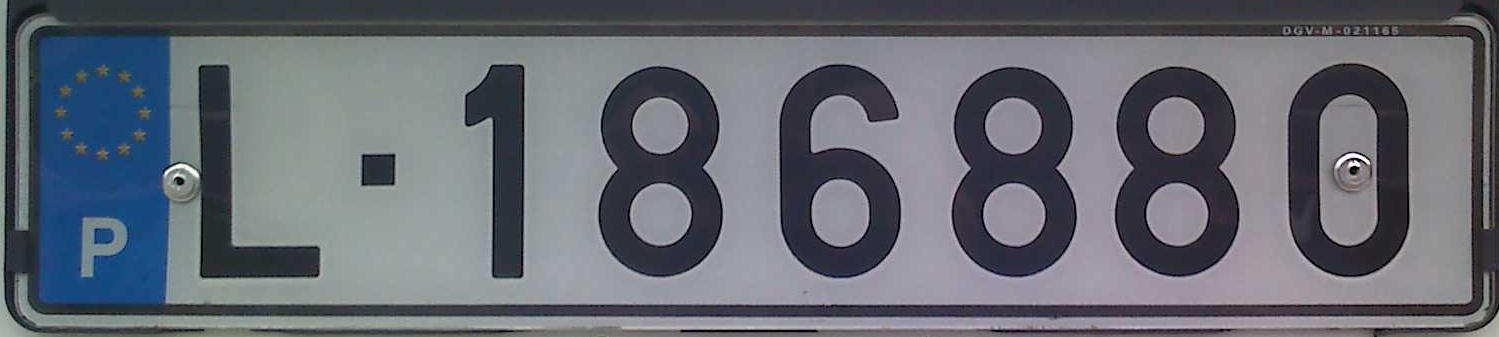
Номерний знак причепу зразка 1992 р.

Формат номерних знаків причепів (АВ-123456) передбачає використання регіонального кодування літерами. Одна-дві літери позначають регіон, одна-шість цифр — порядковий номер. Чинний формат введено у 1937 році у вигляді чорних пластин з білим текстом, в 1992 році пластини отримали біле тло, чорний шрифт та блакитну стрічку з кодом (Р) та зірками Євросоюзу. З 2005 року в правому боці пластин розташовують жовте поле з датою первинної реєстрації ТЗ.
| Код | Регіон                           |
| --- | -------------------------------- |
| А   | Понта Дельгада (Азорські о-ви)   |
| AN  | Ангра ду Ероїшму (Азорські о-ви) |
| AV  | Авейру                           |
| BE  | Бежа                             |
| BN  | Браґанса                         |
| BR  | Браґа                            |
| C   | Коїмбра                          |
| CB  | Каштелу Бранку                   |
| E   | Евора                            |
| FA  | Фару                             |
| GD  | Гуарда                           |
| H   | Орта (Азорські о-ви)             |
| L   | Лісабон                          |
| LE  | Лейрія                           |
| M   | Фунчал (Мадейра)                 |
| P   | Порту                            |
| PT  | Порталеґрі                       |
| SA  | Сантарен                         |
| SE  | Сетубал                          |
| VC  | В'яна ду Каштелу                 |
| VI  | Візеу                            |
| VR  | Віла Реал                        |

### Номерні знаки самохідної техніки
Ця категорія знаків має формат 12-АВ-34, червоне тло та чорний шрифт. В лівому боці пластини розташовано блакитну стрічку з кодом (Р) та зірками Євросоюзу, в правому — жовте поле з літерою, що позначає тип транспортного засобу.

## Розміри
- Однорядкові номерні знаки мають розміри 520×110 мм;
- Задні дворядкові номерні знаки мають розміри 340×220 мм;
- Номерні знаки для мотоциклів мають розміри 220×140 мм;

## Інші номерні знаки

### Дипломатичний транспорт
Номерні знаки білого кольору з червоним шрифтом формату 123-АВ456. 123 — код дипломатичного представництва, АВ — код типу дипломатичного транспорту (CD — дипломатичний персонал; CC — консульський персонал; FM — технічний персонал).
Причепи мають формат D-1234 (дипломатичний несамохідний транспорт), F-1234 (несамохідний транспорт технічного персоналу).

### Гвардія Національна Республіканська (GNR)

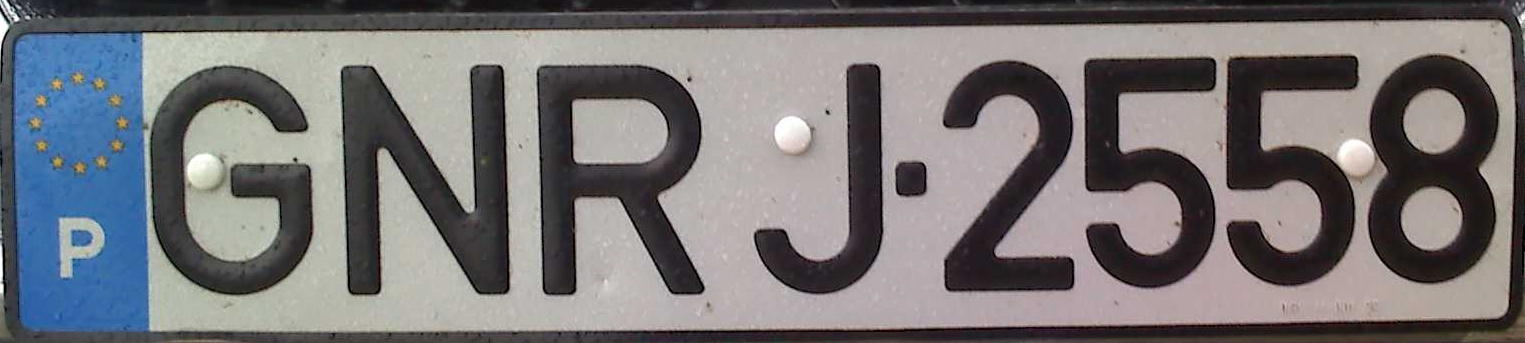
Однорядковий НЗ

Номерні знаки білого кольору з чорним шрифтом, блакитною стрічкою з кодом (Р) та зірками Євросоюзу формату GNRA-1234. GNR — Гвардія Національна Республіканська, А — код підрозділу, 1234 — номер.
| Код | Тип ТЗ                                  |
| --- | --------------------------------------- |
| B   | броньований транспорт                   |
| C   | важкий транспорт загального призначення |
| E   | спеціальний транспорт                   |
| F   | фінансова бригада                       |
| G   | легкий транспорт загального призначення |
| J   | всюдиходи                               |
| L   | легкий пасажирський транспорт           |
| M   | мотоцикли                               |
| P   | важкий пасажирський транспорт           |
| T   | транспортна бригада                     |

### Тимчасові дозволи для туристів
Номерні знаки жовтого кольору з чорним шрифтом, блакитною стрічкою з кодом (Р) та зірками Євросоюзу в лівому боці, в правому — біле поле з датою чинності та літерами EXP. Номерні знаки мають формат 12345-А і видаються лише в регіонах A, L, M, P.